# Тішинський рудник
Тішинський рудник — підприємство гірничорудної промисловості на сході Казахстану.
Рудник, який почав роботу в 1963 році, розробляє Тішинське колчедан-поліметалічне родовище. Облаштування майданчика включило шахти «Тішинська», «Ульбінська», «Вентиляційна», «Західна-Вентиляційна» (або просто «Західна») та «РЭШ», а також два транспортні ухили. Крім того, на першому етапі розробки — до 1978 року — працював кар'єр, який у підсумку досягнув глибини у 430 метрів. Що стосується шахтних виробіток, то є інформація, що їхня глибина досягнула 1500 метрів. Видобута руда надходить на Риддерську збагачувальну фабрику.
Станом на 2018-й рудник видобував близько 1 млн тонн на рік, а завершення його роботи очікувалось не раніше 2025-го. Втім, існували підстави очікувати на збільшення ресурсної бази та подовження діяльності майданчика ще до двох десятиліть.
Первісно рудник діяв у складі Леніногорського поліметалічного комбінату, а наприкінці 1990-х перейшов під контроль концерну «Казцинк» та став складовою частиною його Риддерського гірничо-збагачувального комплексу.